# جاذبه‌های گردشگری استان گلستان
فهرست جای‌های دیدنی استان گلستان:
- سرجشمه ی زاو
- آب بندان روستای میاندره
- آبشار هفت طبقه شادان کردکوی.
- آبشار دو آب کردکوی.
- دهکده ییلاقی حفاظت شده کردکوی.
- آبشار لوه.
- چشمه لال.
- روستای درازنو.
- ((پارک جنگلی بندرگز (باغو))).
- «ساحل دریای بندرگز».
- «آثارتاریخی بندرگز».
- «چشمه قلقلی».
- آبشار شیرآباد.
- آبشارکبودوال.
- آرامگاه قابوس بن وشمگیر.
- آشوراده.
- النگ‌دره.
- پارک ملی گلستان.
- آبشار گلستان.
- تپه بقله روستای میاندره
- آبشار پلکانی آق سو.
- تالاب آلاگل.
- دیوار بزرگ گرگان.
- شبه‌جزیره میانکاله.
- آرامگاه مختومقلی فراغی.
- میل رادکان.
- ناهارخوران.
- کوه بیی لی

1. ↑  «مناطق گردشگری گلستان/ آشنایی گردشگران نوروزی با جاذبه های چشم نواز گلستان +تصاویر». خبرگزاری موج. دریافت‌شده در ۲۰۲۳-۰۵-۱۰.